# Рамнунт
Рамнунт (др.-греч. Ραμνούς) — значительное древнее поселение и дем филы Эантида с наиболее почитаемым храмом Немезиды. Рамнунт находился на восточном побережье Аттики, у залива Нотиос-Эввоикос, к северо-востоку от Афин, примерно в 60 стадиях от Марафона.
Святилище образовано за счёт возведения мощных подпорных стен с севера и востока для поддержки грунтов. Небольшой храм Немезиды построен в начале VI века до н. э. Храм не сохранился, о его существовании свидетельствует сохранившаяся черепица «лаконского» типа. В начале V века до н. э. храм был перестроен. Новый храм имел размеры 10 × 6 м, тип кладки — полигональная. Сохранились руины, внутри были найдены статуи. Оба ранних храма предшествуют террасе, но уже были разрушены, когда она была построена в V веке до н. э.
На этом же месте был построен дорический храм. Храм процветал в V—IV веках и был разрушен персами во время греко-персидской войны (480—479 до н. э.), как и другие постройки Аттики.
В 436 году до н. э. начато строительство нового, более крупного храма, прерванное с началом в 431 году до н. э. Пелопоннесской войны. Храм построен к северу от предыдущего и очень близко к нему. Это дорический периптер с 6 колоннами по узким сторонам и 12 колоннами по длинным сторонам. Он состоит из пронаоса и опистодома с двумя колоннами между пилястрами и имеет размеры 21,40 × 10,05 м. В настоящее время сохранились только руины этого храма.
Внутри хранилась статуя Немезиды, выполненная из глыбы паросского мрамора, которую привезли персы, высадившиеся в 490 году до н. э. у Марафона, для установки трофея после взятия Афин. На голове у Немезиды был венок с фигурами оленей и с небольшими статуэтками Ник. Колоссальная статуя (около 5 м) держала в правой руке чашу с изображением эфиопов, а в левой яблочную ветвь.
Павсаний, Гесихий и Помпоний Мела называют Немезиду работой Фидия. Зенобий, словарь «Суда», Фотий, Цец сообщают, что статую создал Фидий, но авторство подарил Агоракриту. Плиний Старший называет автором Агоракрита. Согласно его рассказу Агоракрит проиграл состязание с Алкаменом по созданию статуи Афродиты, переделал статую и подарил храму в Рамнунте.
Рядом с большим храмом Немезиды обнаружен небольшой храм Фемиды.
Автор «Перипла обитаемого моря Европы» (330-е годы до н. э.), приписываемого Скилаку, упоминает Рамнунт как важную крепость. Считается, что крепость Рамнунт, как и крепость Сунион на южном побережье Аттики, была построена во время Пелопоннесской войны для защиты кораблей, перевозивших зерно в Афины.
В 322 году до н. э. македонский флотоводец Клит Белый высадил армию в Рамнунде. Оттуда он был изгнан Фокионом, захватившим крепость. В 296 году до н. э. крепость была захвачена Деметрием I Полиоркетом. В эллинистический период начинается упадок Рамнунта. Плиний упоминает, что посетил дем Рамнунт в середине I века. Ирод Аттик также интересовался храмом в Рамнунте и, вероятно, финансировал его ремонт. Поселение постепенно заброшено, но до IV века храм Немезиды сохранился. В конце IV века храм разрушен христианами.
Первые раскопки проведены «Обществом дилетантов» в 1813 году и Димитриосом Филиосом в 1880 году. Между 1890 и 1892 годами раскопки проводил Валериос Стаис, в ходе которых были обнаружены святилище, крепость и многие погребения. В 1958 году краткое обследование было проведено Эфтимиосом Мастрокостасом. С 1975 года по настоящее время археологические раскопки Рамнунта систематически проводятся при финансовой поддержке Афинского археологического общества под руководством Василиоса Петракоса.
При раскопках найдена сильно повреждённая голова из паросского мрамора от колоссальной статуи Немезиды, которая хранится в Британском музее. Статую датируют около 420 г. до н. э. При раскопках в храме Немезиды найдено более 40 фрагментов базы статуи с рельефами (хранятся в Национальном археологическом музее в Афинах), среди которых головы женщин и юношей, части тел, голова коня, из паросского мрамора.

## Галерея

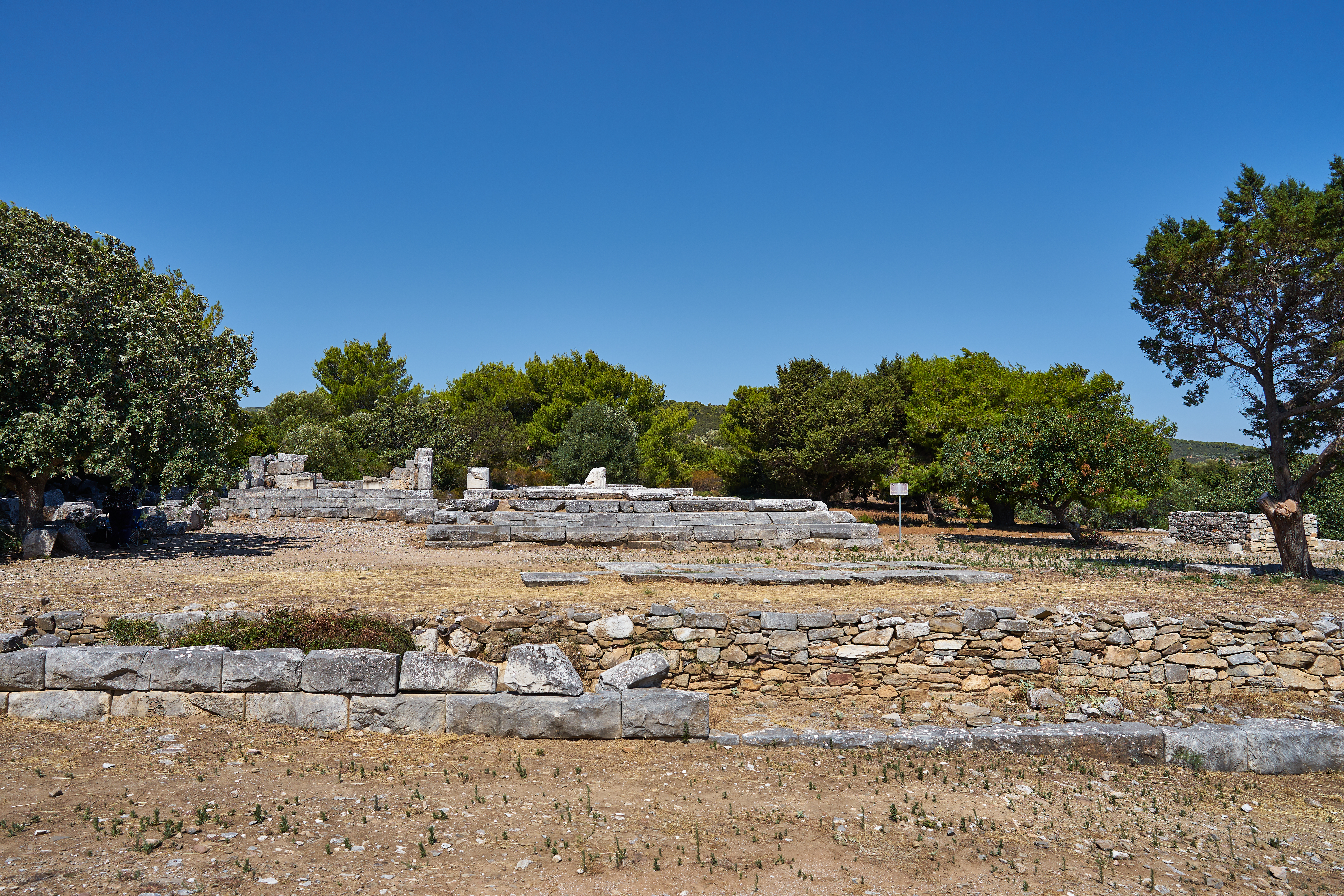
Вид на святилище Немезиды в Рамнунте

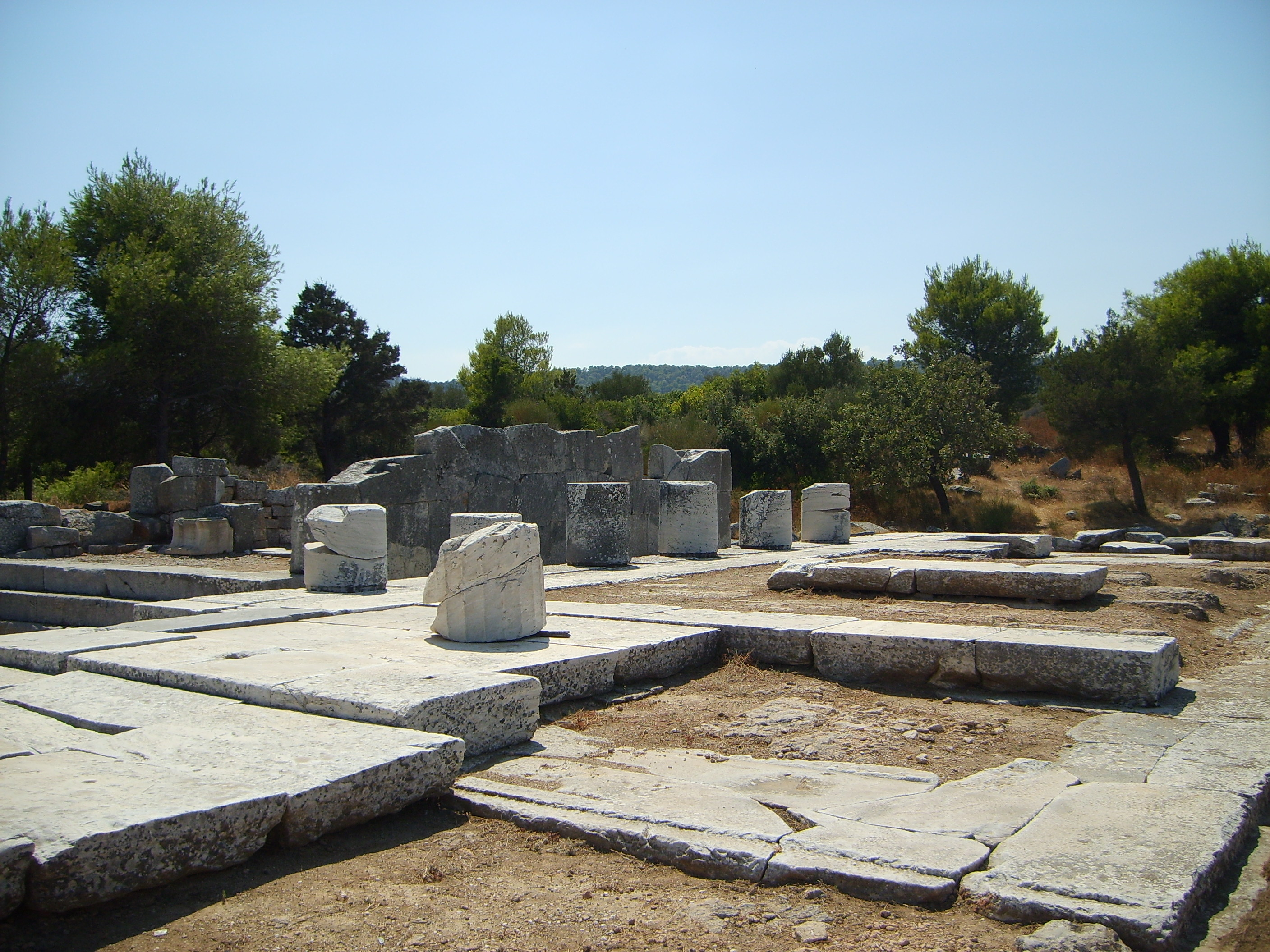
Большой храм святилища Немезиды в Рамнунте

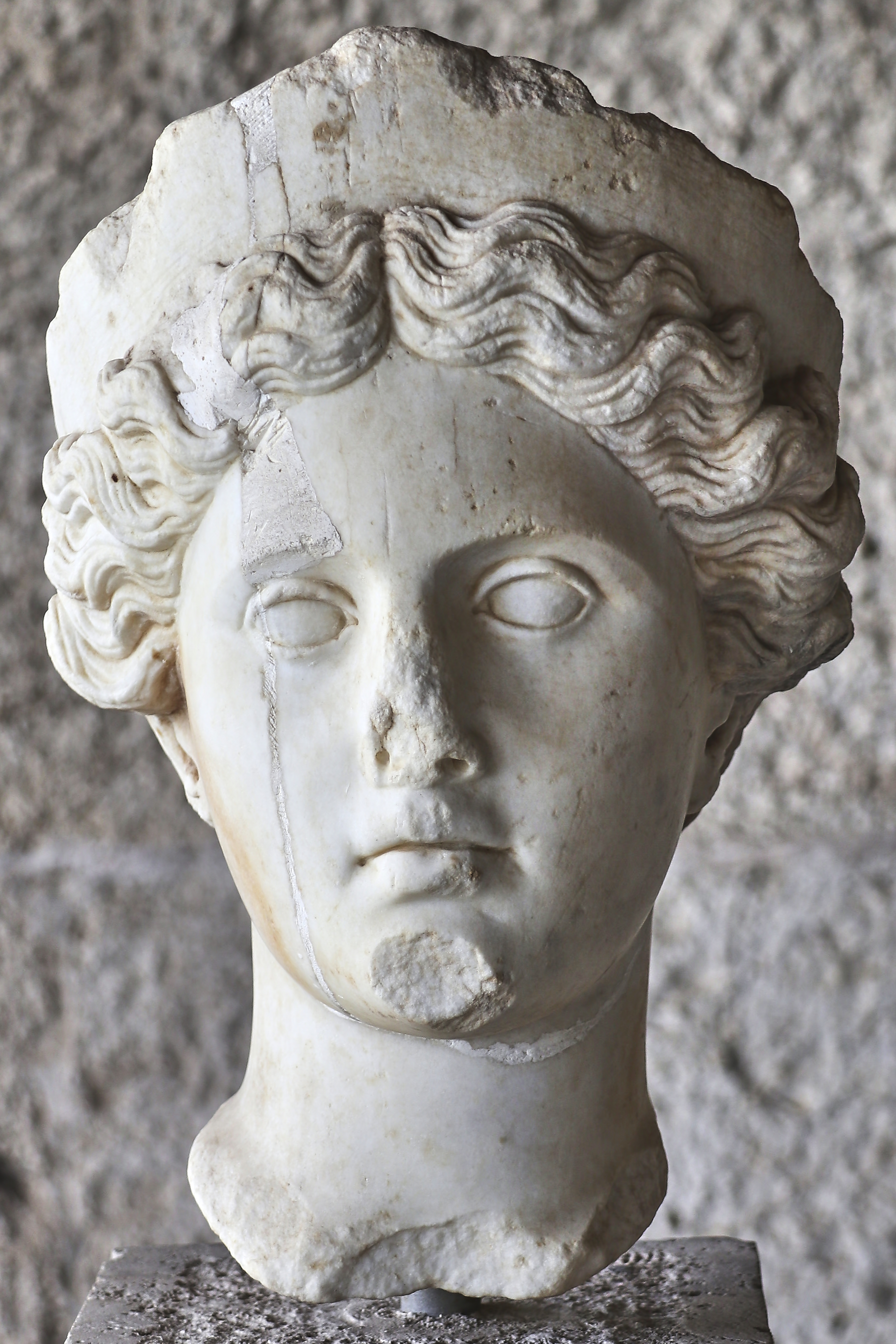
Голова богини, предположительно Немезиды. I век. Музей агоры